# Jim O'Brien (baloncestista de 1949)
James J. "Jim" O'Brien (Brooklyn, Nueva York, 9 de abril de 1949) es un exjugador y exentrenador de baloncesto estadounidense que disputó cuatro temporadas en la ABA. Con 1,85 metros de estatura, jugaba en la posición de base. Como entrenador, dirigió durante 22 temporadas diferentes universidades de la División I de la NCAA, acabando su carrera en la División III.

## Trayectoria deportiva

### Universidad
Jugó durante tres temporadas con los Eagles del Boston College, en las que promedió 16,5 puntos, 8,5 asistencias y 2,6 rebotes por partido. En 1970 acabó en la 13.ª posición en acierto de tiros libres del país, con un 84,4 % de efectividad.

### Profesional
Fue elegido en la quincuagésimo tercera posición del Draft de la NBA de 1971 por Buffalo Braves, y también por los Pittsburgh Condors en el draft de la ABA, eligiendo esta última opción. Jugó únicamente 18 partidos, en los que promedió 4,6 puntos y 4,1 asistencias, antes de ser traspasado a los Kentucky Colonels a cambio de Jim Ligon.
Mediada la temporada 1973-74 fue traspasado junto con una futura primera ronda del draft y otras consideraciones a los San Diego Conquistadors a cambio de Red Robbins y Chuckie Williams. Allí acabó la temporada con los mejores números de su carrera, tras promediar 8,6 puntos y 4,4 asistencias por partido.
Al año siguiente disputaría la que iba a ser su última temporada como profesional, repartiéndose los minutos en el puesto de base con Bo Lamar. Acabó promediando 6,9 puntos y 5,6 asistencias por partido.

### Entrenador
Tras finalizar su carrera como jugador, llegó a los banquillos como entrenador asistente de la Universidad de Connecticut, donde permaneció 5 temporadas. En 1982 se hace cargo como entrenador principal de los St. Bonaventure Bonnies, donde permanece cuatro temporadas en las que consigue 67 victorias y 51 derrotas.
En 1986 regresa a su alma mater, el Boston College, para hacerse cargo del equipo como entrenador principal. Permanecería durante once temporadas, logrando un balance ligeramente positivo, con 168 victorias y 166 derrotas. En 1997 ficha por la Universidad Estatal de Ohio, donde tras un mal comienzo, con solo 8 victorias y 22 derrotas, pronto se afianzaría en su puesto, ganando dos años más tarde el Clair Bee Coach of the Year Award, un galardón que premia al entrenador en activo de la División I de la NCAA que más contribuciones significativas haya aportado al deporte del baloncesto durante el año precedente. Permaneció en los Buckeyes hasta 2004, logrando 221 victorias y 133 derrotas, clasificando al equipo en cuatro ocasiones al Torneo de la NCAA.
Acabó su carrera en el Emerson College de la División III de la NCAA, donde permaneció durante tres temporadas para jubilarse poco antes de cumplir los 65 años.

## Estadísticas de su carrera en la ABA

### Temporada regular
| Temporada | Edad | Equipo                  | Liga | Pos. | P   | TIT | MIN  | TC  | TCA | %TC  | 3P  | 3PA | %3P  | 2P  | 2PA | %2P  | TL  | TLA | %TL  | R.OF. | R.DEF. | REB | ASIS | ROB | TAP | PER | FP  | PTS |
| 1971-72   | 22   | TOTAL                   | ABA  | PG   | 84  |     | 21.2 | 2.1 | 5.2 | .397 | 0.1 | 0.4 | .219 | 2.0 | 4.8 | .411 | 0.8 | 1.0 | .813 | 0.7   | 1.8    | 2.5 | 4.4  |     |     | 1.8 | 2.3 | 5.0 |
| 1971-72   | 22   | Pittsburgh Condors      | ABA  | PG   | 18  |     | 19.7 | 1.9 | 4.6 | .415 | 0.2 | 0.5 | .333 | 1.7 | 4.1 | .425 | 0.6 | 0.8 | .786 | 0.7   | 1.1    | 1.8 | 4.1  |     |     | 2.1 | 2.1 | 4.6 |
| 1971-72   | 22   | Kentucky Colonels       | ABA  | PG   | 66  |     | 21.6 | 2.1 | 5.4 | .393 | 0.1 | 0.3 | .174 | 2.0 | 5.0 | .408 | 0.8 | 1.0 | .818 | 0.7   | 1.9    | 2.6 | 4.5  |     |     | 1.7 | 2.3 | 5.1 |
| 1972-73   | 23   | Kentucky Colonels       | ABA  | PG   | 68  |     | 14.9 | 1.9 | 4.7 | .397 | 0.0 | 0.1 | .000 | 1.9 | 4.5 | .409 | 1.0 | 1.3 | .764 | 0.4   | 1.0    | 1.4 | 2.6  |     |     | 1.1 | 1.5 | 4.7 |
| 1973-74   | 24   | TOTAL                   | ABA  | PG   | 72  |     | 18.3 | 2.9 | 7.1 | .411 | 0.1 | 0.4 | .259 | 2.8 | 6.8 | .420 | 1.1 | 1.3 | .832 | 0.7   | 1.2    | 1.9 | 3.5  | 0.9 | 0.0 | 1.6 | 1.1 | 7.1 |
| 1973-74   | 24   | Kentucky Colonels       | ABA  | PG   | 46  |     | 16.5 | 2.6 | 6.2 | .419 | 0.0 | 0.2 | .200 | 2.5 | 6.0 | .427 | 1.0 | 1.2 | .833 | 0.7   | 1.2    | 1.8 | 3.0  | 0.7 | 0.0 | 1.5 | 1.0 | 6.2 |
| 1973-74   | 24   | San Diego Conquistadors | ABA  | PG   | 26  |     | 21.5 | 3.5 | 8.8 | .402 | 0.2 | 0.7 | .294 | 3.3 | 8.2 | .410 | 1.3 | 1.6 | .829 | 0.7   | 1.2    | 1.9 | 4.4  | 1.1 | 0.0 | 1.7 | 1.2 | 8.6 |
| 1974-75   | 25   | San Diego Conquistadors | ABA  | PG   | 79  |     | 25.8 | 2.7 | 6.6 | .400 | 0.1 | 0.4 | .118 | 2.6 | 6.2 | .420 | 1.6 | 1.8 | .880 | 0.6   | 1.7    | 2.4 | 5.6  | 1.1 | 0.0 | 2.4 | 1.9 | 6.9 |
| Total     |      |                         | ABA  |      | 303 |     | 20.3 | 2.4 | 5.9 | .402 | 0.1 | 0.3 | .176 | 2.3 | 5.6 | .416 | 1.1 | 1.3 | .830 | 0.6   | 1.4    | 2.0 | 4.1  | 1.0 | 0.0 | 1.8 | 1.7 | 5.9 |

### Playoffs
| Temporada | Edad | Equipo                  | Liga | Pos. | P  | TIT | MIN  | TC  | TCA | %TC  | 3P  | 3PA | %3P  | 2P  | 2PA | %2P  | TL  | TLA | %TL   | R.OF. | R.DEF. | REB | ASIS | ROB | TAP | PER | FP  | PTS |
| 1971-72   | 22   | Kentucky Colonels       | ABA  | PG   | 5  |     | 4.6  | 0.6 | 1.4 | .429 | 0.0 | 0.2 | .000 | 0.6 | 1.2 | .500 | 0.6 | 0.6 | 1.000 |       |        | 0.6 | 0.6  |     |     | 0.0 | 0.0 | 1.8 |
| 1972-73   | 23   | Kentucky Colonels       | ABA  | PG   | 19 |     | 22.9 | 1.7 | 4.9 | .355 | 0.1 | 0.2 | .333 | 1.7 | 4.7 | .356 | 2.1 | 2.4 | .867  | 0.5   | 1.3    | 1.8 | 4.3  |     |     | 1.7 | 1.8 | 5.6 |
| 1973-74   | 24   | San Diego Conquistadors | ABA  | PG   | 6  |     | 25.3 | 3.5 | 8.0 | .438 | 0.2 | 0.5 | .333 | 3.3 | 7.5 | .444 | 0.7 | 1.2 | .571  | 0.2   | 1.3    | 1.5 | 4.3  | 0.5 | 0.2 | 1.2 | 1.0 | 7.8 |
| Total     |      |                         | ABA  |      | 30 |     | 20.3 | 1.9 | 4.9 | .385 | 0.1 | 0.2 | .286 | 1.8 | 4.7 | .390 | 1.5 | 1.8 | .836  | 0.4   | 1.3    | 1.5 | 3.7  | 0.5 | 0.2 | 1.3 | 1.4 | 5.4 |